# Mili Avital
Mili Avital (hebraisk מילי אביטל, født 30. marts 1972) er en israelsk skuespiller. Hun havde en vellykket filmkarriere i Israel, hvor hun blandt andet blev tildelt prisen for bedste kvindelige birolle i 1992 og nomineret til bedste kvindelige hovedrolle i 1994 af det israelske filmakademi.
Da hun ankom til New York i 1994, blev hun umiddelbart efter tildelt den kvindelige hovedrolle i Stargate. Senere har hun optrådt i de amerikanske film Dead Man, Kissing a Fool, Polish Wedding, The Human Stain og When Do We Eat?.

## Filmografi
- Noodle (2007)
- When Do We Eat? (2005)
- Ahava Colombianit (2004)
- The Human Stain (2003)
- Uprising (2001)
- After the Storm (2001)
- Preston Tylk (2000)
- Arabian Nights  (2000)
- The Young Girl and the Monsoon (1999)
- Kissing a Fool (1998)
- Animals and the Tollkeeper (1998)
- Polish Wedding (1998)
- The End of Violence (1997)
- Minotaur (1997)
- Invasion of Privacy (1996)
- Dead Man (1995)
- Stargate (1994)
- Me'ever Layam (1992)